# Diguetidae
Die Diguetidae sind eine Familie der Echten Webspinnen und umfassen zwei Gattungen mit 13 Arten. (Stand: Juni 2016)

## Beschreibung

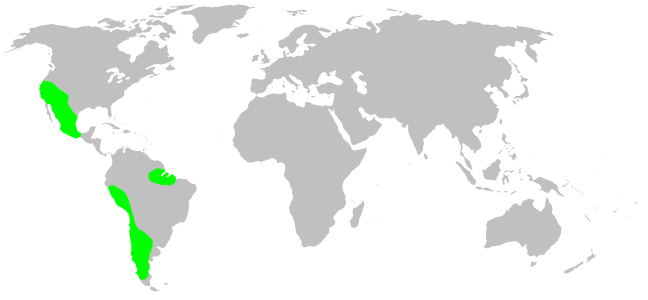
Verbreitungskarte der Diguetidae

Bei der Familie handelt es sich um ecribellate, haplogyne Spinnen. Besonderes Merkmal dieser relativ primitiven, ausschließlich in Amerika vorkommenden Echten Webspinnen ist das Fehlen des hinteren, zweiten Paares von Atmungsorganen. Es sind nur die vorderen Buchlungen vorhanden, während die hinteren Tracheen vollständig fehlen; lediglich die Furchen an den Seiten des Hinterleibs ihrer Atemöffnungen sind noch vorhanden.
Diguetidae besitzen sechs Augen, die in einer fast geraden Linie angeordnet sind. Die Mittelaugen sind vollständig zurückgebildet. Die Gattung Segestrioides galt lange Zeit als eine der rätselhaftesten Taxa der Arachnologie überhaupt. Nachdem Alexander Keyserling Segestrioides bicolor in den Anden gefunden hatte, ging in den 1930er oder 1940er Jahren das einzige Präparat verloren. Erst eine gezielte Expedition 1988 fand wieder Tiere am Originalfundort, anhand derer die Zuordnungen von Gattung und Familie bestätigt werden konnte.
Gertsch ordnete diese Familie, die sowohl Röhren wie Netze webt, der Überfamilie der Plectruroidea (primitive hunters and weavers = primitive Jäger und Weber) zu. Ihre Angehörigen unterscheiden sich von den übrigen Plectruroiden insbesondere durch die Anzahl und Stellung der Augen und dem Bau des männlichen Palpus.

## Systematik
Der Familienname Diguetidae, Nominatgenus Diguetia Simon, 1895, wurde bereits von F. O. Pickard-Cambridge 1899 geprägt, aber nicht übernommen. Die Gattung Diguetia wurde, zusammen mit Periegops und Pertica (Synonym von Segestrioides), den Sicariidae zuordnete. Willis John Gertschs Untersuchungen (1949) ergaben eine Erhebung von Diguetia in einen Familienstatus, die Familie Diguetidae. Seine detaillierte Studie von 1958 erlaubte es anderen Forschern weitere Arten zu identifizieren. Da der erste und einzige Fund von Segestrioides bicolor Keyserling, 1883 verschwunden ist, konnte die Einordnung von Segestrioides und der Familienstatus der Diguetidae erst ein Jahrhundert später bestätigt werden.
Der World Spider Catalog listet für die Diguetidae aktuell zwei Gattungen und 13 Arten. (Stand: Juni 2016)
- Diguetia Simon, 1895
  - Diguetia albolineata (O. Pickard-Cambridge, 1895)
  - Diguetia andersoni Gertsch, 1958
  - Diguetia canities (McCook, 1889)
    - Diguetia canities canities (McCook, 1889)
    - Diguetia canities dialectica Chamberlin, 1924
    - Diguetia canities mulaiki Gertsch, 1958

  - Diguetia catamarquensis (Mello-Leitão, 1941)
  - Diguetia imperiosa Gertsch & Mulaik, 1940
  - Diguetia mojavea Gertsch, 1958
  - Diguetia propinqua (O. Pickard-Cambridge, 1896)
  - Diguetia signata Gertsch, 1958
  - Diguetia stridulans Chamberlin, 1924
- Segestrioides Keyserling, 1883
  - Segestrioides badia (Simon, 1903)
  - Segestrioides bicolor Keyserling, 1883
  - Segestrioides copiapo Platnick, 1989
  - Segestrioides tofo Platnick, 1989